# Nada se compara contigo (canción)
"Nada Se Compara Contigo" es una balada y tema principal interpretado por el cantautor salvadoreño Álvaro Torres de su álbum de estudio homónimo (1991). El tema fue escrito por Torres y producido por Enrique Elizondo. Fue lanzado como el sencillo principal del álbum en América Latina y los Estados Unidos, alcanzando el primer lugar en el Billboard Latin Songs, convirtiéndose en la segunda canción número uno en la lista para Torres como compositor, después de "Te Parece Tanto a Él" interpretada por la intérprete chilena Myriam Hernández, y su primera como intérprete principal.
La canción debutó en la lista Billboard Latin Songs en el número 24 en la semana del 4 de enero de 1992, subiendo al top ten cuatro semanas después.   La canción alcanzó el puesto número uno el 7 de marzo de 1992,  reemplazando a «Si Piensas, Si Quieres» del cantautor brasileño Roberto Carlos y la intérprete española Rocío Dúrcal y siendo sucedida por «Mi Mayor Necesidad» de la banda mexicana Los Bukis, dos semanas después.  "Nada Se Compara Contigo" fue reconocida como una de las canciones premiadas en los primeros Premios Latinos BMI en 1994. 

## Antecedentes
"Nada Se Compara Contigo" es una balada down tempo escrita por Álvaro Torres inspirada en su esposa. Torres dijo que conoció a una chica mexicana en un evento musical en un restaurante chino y de inmediato se enamoró de ella; continuaron saliendo en el mismo restaurante "porque nadie podía entender lo que decíamos". Con el tiempo, esa muchacha se convirtió en su esposa y él le escribió esta canción. 